# Richard Luton Properties Canberra International
Richard Luton Properties Canberra International — міжнародний жіночий тенісний турнір проводився в Канберрі, Австралія. Цей турнір є афілійованим Жіночої тенісної асоціації (WTA), і класифікувався у різні часи, як III (2001), V (2002—2005), а також IV категорії (2006) WTA туру. Турнір проводився на відкритих хардових кортах.

## Результати

### Одиночний розряд
| Рік                                               | Чемпіонка                   | Фіналістка          | Рахунок фіналу     |
| ------------------------------------------------- | --------------------------- | ------------------- | ------------------ |
| Canberra International                            |                             |                     |                    |
| 2001                                              | Жустін Енен                 | Сандрін Тестю       | 6–2, 6–2           |
| Canberra Women's Classic                          |                             |                     |                    |
| 2002                                              | Смашнова Анна Олександрівна | Тамарін Танасугарн  | 7–5, 7–6(7–2)      |
| 2003                                              | Меган Шонессі               | Франческа Ск'явоне  | 6–1, 6–1           |
| 2004                                              | Паола Суарес                | Сільвія Фаріна-Елія | 3–6, 6–4, 7–6(7–5) |
| Richard Luton Properties Canberra Women's Classic |                             |                     |                    |
| 2005                                              | Ана Іванович                | Мелінда Цінк        | 7–5, 6–1           |
| Richard Luton Properties Canberra International   |                             |                     |                    |
| 2006                                              | Анабель Медіна Гаррігес     | Чо Юн Чон           | 6–4, 0–6, 6–4      |

### Парний розряд
| Рік                                               | Чемпіонки                                   | Фіналістки                             | Рахунок фіналу |
| ------------------------------------------------- | ------------------------------------------- | -------------------------------------- | -------------- |
| Canberra International                            |                                             |                                        |                |
| 2001                                              | Ніколь Арендт Суґіяма Ай                    | Нанні де Вільєрс Аннабел Еллвуд        | 6–4, 7–6(7–2)  |
| Canberra Women's Classic                          |                                             |                                        |                |
| 2002                                              | Нанні де Вільєрс Селютіна Ірина Геннадіївна | Саманта Рівз Адріана Серра-Дзанетті    | 6–2, 6–3       |
| 2003                                              | Татьяна Гарбін Емілі Луа                    | Дая Беданова Сафіна Дінара Мубінівна   | 6–3, 3–6, 6–4  |
| 2004                                              | Єлена Костанич Клодін Шоль                  | Каролін Денін Ліза Макші               | 6–4, 7–6(7–3)  |
| Richard Luton Properties Canberra Women's Classic |                                             |                                        |                |
| 2005                                              | Татьяна Гарбін Тіна Кріжан                  | Габріела Навратілова Міхаела Паштікова | 7–5, 1–6, 6–4  |
| Richard Luton Properties Canberra International   |                                             |                                        |                |
| 2006                                              | Марта Домаховська Роберта Вінчі             | Клер Каррен Ліга Декмеєре              | 7–6(7–5), 6–3  |